# Heterousianos
Se denominan heterousianos a los miembros de una de las tres corrientes principales del arrianismo del siglo IV d. C. Discípulos de Aecio de Antioquía, defendían que Dios Hijo es de otra sustancia que la del Dios Padre: esto es lo que significa la palabra heterousianos. Se los conocía también como anomeos (del griego ἀνόμοιοι = "no similar", "diferente"). También se llamaron en honor a su maestro aecianos.
| Nombre                        | Carácter                   | Definición doctrinal | Principales representantes                                                             | Observaciones |
| ----------------------------- | -------------------------- | --- | -------------------------------------------------------------------------------------- | --- |
| Homoiousianos (u homeusianos) | Moderados (semiarrianismo) | El Dios Hijo (el Logos) es de una substancia semejante (homoioúsios) al Padre                                                                                       | Basilio de Ancira, Jorge de Laodicea                                                   | Acercamiento a la posición de los nicenos que defienden que el Padre y el Hijo son de la misma substancia (homooúsios).                  |
| Homeos                        | Moderados                  | El Hijo es semejante (homoíos) al Padre, pero no en la substancia.                                                                                                  | Acacio de Cesarea, Ursacio de Singidunum, Valente de Mursa                             | Posición intermedia entre los homoiousianos y los anomeos (o heterousianos). Contaron con el apoyo decisivo del emperador Constancio II. |
| Anomeos o heterousianos       | Radicales                  | El Hijo, en cuanto a la esencia, es completamente desigual (anomoios) del Padre. Subordinacionismo radical: el Hijo en posición de inferioridad respecto del Padre. | Aecio de Antioquía, Eunomio, Marcelo de Ancira, Foción de Sirmio, Eusebio de Nicomedia | Llevan a su extremo las tesis de Arrio.                                                                                                  |